# Notophthiracarus somalicus
Notophthiracarus somalicus är en kvalsterart som först beskrevs av Berlese 1923.  Notophthiracarus somalicus ingår i släktet Notophthiracarus och familjen Phthiracaridae. Inga underarter finns listade i Catalogue of Life.